# Колна (река, впадает в Аксозеро)
Колна (в среднем течении Колныш, в верховье Левый Колныш) — река в России, протекает по Мурманской области. Впадает в Аксозеро (91,4 м над уровнем моря). Длина реки — 41 км, площадь её водосборного бассейна — 292 км².
В 21 км от устья, по правому берегу реки впадает река Колныш.

## Данные водного реестра
По данным государственного водного реестра России, Колна относится к Баренцево-Беломорскому бассейновому округу, водохозяйственный участок реки — Тулома от Верхнетуломского гидроузла и до устья. Речного подбассейна Колна не имеет, её речной бассейн — бассейны рек Кольского полуострова, впадает в Баренцево море.
Код объекта в государственном водном реестре — 02010000412101000001171.